# Bruno Tognaccini
Bruno Tognaccini (Pian di Scò, 13 dicembre 1932 – Pian di Scò, 17 agosto 2013) è stato un ciclista su strada italiano, professionista dal 1953 al 1962.

## Carriera
Si distinse come ottimo passista. Le principali vittorie da professionista furono una tappa al Giro d'Italia 1956, una alla Vuelta a España 1957, un Giro dell'Umbria e un Trofeo Matteotti. Nel 1957 prese il via a tutti e tre i Grandi giri, non riuscendo a concludere solo il Tour de France.
Muore, a causa di un infarto, a 80 anni.

## Palmarès
- 1952 (dilettanti)

Coppa Ciuffenna
Giro del Casentino
- 1953 (Atala-Pirelli & Lygie, due vittorie)

Coppa Ciuffenna
2ª tappa Giro dell'Umbria (Perugia > Città di Castello)
- 1954 (Atala-Pirelli, una vittoria)

Coppa Valle del Metauro (valida per il Trofeo dell'U.V.I.)
- 1956 (Leo-Chlorodont, quattro vittorie)

6ª tappa Giro d'Europa (Ulm > Stoccarda)
Giro dell'Umbria
12ª tappa Giro d'Italia (Roma > Grosseto)
Trofeo Matteotti
- 1957 (Leo-Chlorodont, una vittoria)

10ª tappa Vuelta a España (Valencia > Tortosa)
- 1958 (Ignis, una vittoria)

2ª tappa Gran Premio Ciclomotoristico (Foggia > Bari)

## Piazzamenti

### Grandi Giri
- Giro d'Italia

1956: 35º
1957: 65º
1958: 72º
- Tour de France

1957: ritirato (12ª tappa)
- Vuelta a España

1957: 40º

### Classiche monumento
- Milano-Sanremo

1956: 107º
1957: 72º
1958: 78º
- Parigi-Roubaix

1956: 61º
- Giro di Lombardia

1953: 14º
1954: 31º
1955: 76º
1956: 26º
1959: 86º